# 三浦謙司
三浦 謙司（みうら けんじ、1993年 - ）は、日本のクラシック音楽のピアニスト。兵庫県神戸市出身。2022年時点ではドイツ在住。

## 来歴
4歳から自主的にピアノを開始し、13歳で奨学金を獲得して単独渡英、ロンドンのパーセル・スクールに入学する。ロシャン・マガブ及びウィリアム・フォンのもとでピアノを修学し、2011年にロンドンの王立音楽アカデミー、ベルリン芸術大学及びアメリカのカーティス音楽院に合格する。最終的にベルリン芸術大学に入学し、Klaus Hellwigに師事。2012年の夏、ベルリン芸術大学を中退し、一時的に音楽の世界から離れるも、2014年4月に、同じくハンス・アイスラー音楽大学ベルリンに再入学し、Eldar Nebolsinに師事する。
2019年度ロン＝ティボー国際コンクールで第1位に入賞し、また3つの特別賞を受賞した。

## 入賞歴
- 第4回　マンハッタン国際音楽コンクール金賞
- 2017年 スタインウェイコンクールベルリン第1位
- 2018年 Shigeru Kawai国際ピアノコンクール優勝
- 2015年 浜松国際ピアノコンクールで奨励賞及びAAF賞
- 2019年 ロン＝ティボー国際コンクール優勝